# Kangarin
Kangarin est une localité située dans le département de Kossouka de la province du Yatenga dans la région Nord au Burkina Faso.

## Histoire
Kangarin a été l'un des premiers sites de paléométallurgie du clan des forgerons Kané (ayant appris auprès des clans Zoromé et Kindo), historiquement en provenance de la région de Mopti, qui y installèrent un haut-fourneau et un comptoir avant de se disperser ensuite dans toute la province.

## Santé et éducation
Le centre de soins le plus proche de Kangarin est le centre de santé et de promotion sociale (CSPS) de Kossouka tandis que le centre médical avec antenne chirurgicale (CMA) de la province se trouve à Séguénéga.